# Некрасовская (платформа)
Некра́совская — остановочный пункт Савёловского направления Московской железной дороги в Дмитровском городском округе Московской области.
Первый пункт в Дмитровском городском округе на этом направлении при движении от Москвы. Находится в 32 км от Савёловского вокзала. Время движения от вокзала — 42—45 минут.

## История и современность
Платформа возникла в 1960 году на шестикилометровом участке между платформой Луговая и станцией Катуар. Ходатайство с просьбой построить платформу написал в Министерство путей сообщения СССР проживавший поблизости в посёлке Некрасовский на даче Герой Советского Союза, лётчик-ас Алексей Маресьев, к которому по этому вопросу обращались местные жители.
Пассажирское сообщение осуществляется электропоездами. Самые дальние пункты беспересадочного сообщения:
- В северном направлении: Савёлово, Дубна.
- В южном направлении: Бородино, Звенигород.

Состоит из двух боковых платформ, соединённых между собой настилами с северной и южной оконечностей. Часть электричек минует платформу Некрасовская без остановки.
Билетная касса на платформе работает с 6:30 до 18:30.

## Примечательные факты

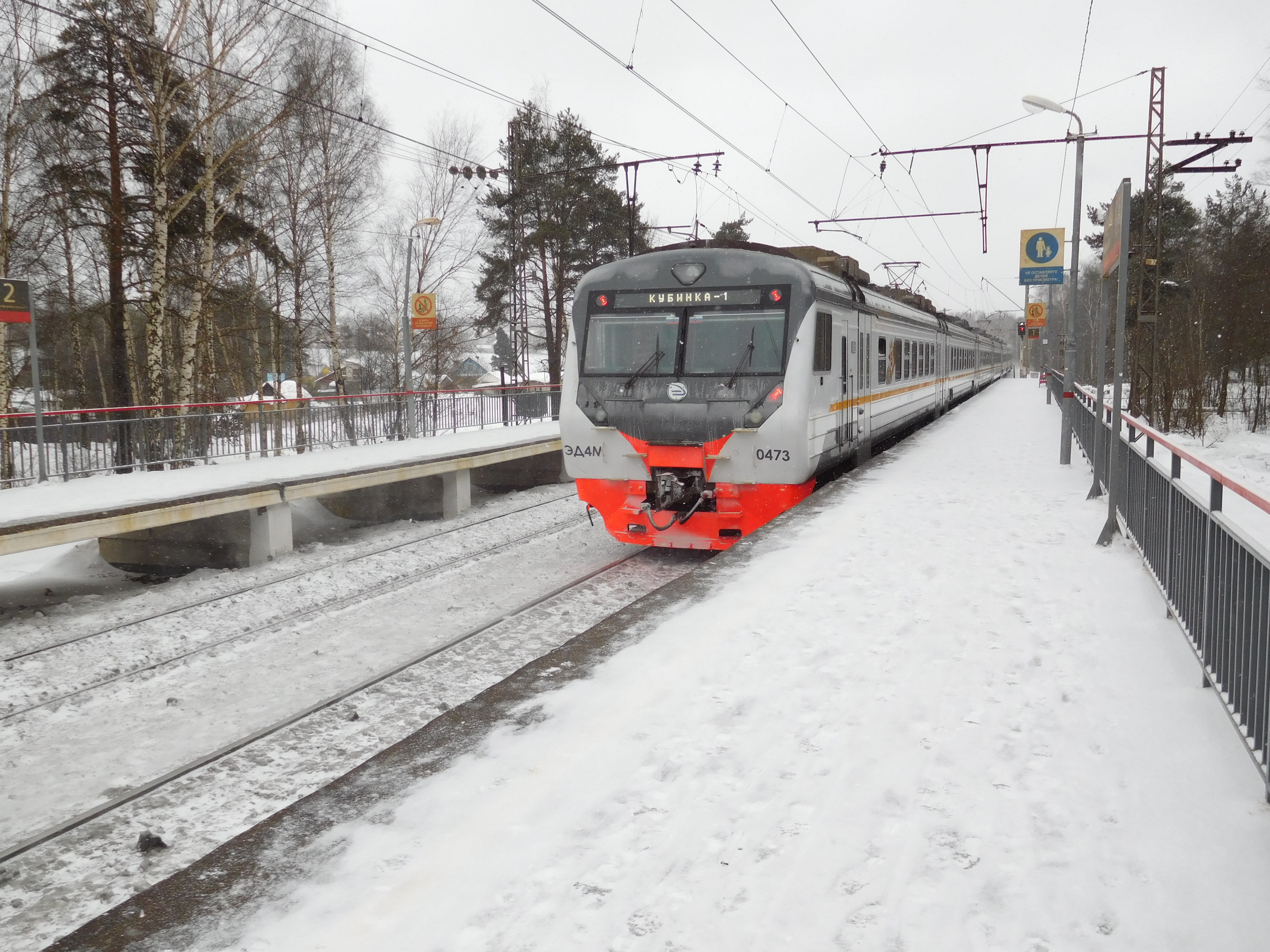
Электропоезд ЭД4М-0473 отъезжает от платформы в сторону Москвы, февраль 2017

- Вблизи платформы — посёлок Некрасовский Дмитровского района и село Троице-Сельцо Мытищинского района Московской области. Рядом с платформой — путепровод над рекой Уча. Примыкающий к платформе обширный лесной массив, простирающийся до Рогачёвского шоссе, является излюбленным местом отдыха любителей лыжных прогулок и туристов. С восточной стороны от платформы, за долиной Учи, находится уникальный ландшафтный объект Сухарева гора, представляющий собой самый близкий к Москве холм Клинско-Дмитровской гряды высотой более 200 метров.
- В окрестностях платформы Некрасовская, в селе Троице-Сельцо, в долине Учи и на склонах Сухаревой горы, в 1944 году режиссёрами Борисом Бабочкиным и Анатолием Босулаевым снят художественный фильм «Родные поля» (киностудия «Мосфильм»). Фильм с Бабочкиным в главной роли рассказывал о труде колхозников в годы Великой Отечественной войны. Это был режиссёрский дебют Бабочкина. По оценке писателя Юрия Нагибина, картина стала «одной из лучших кинолент о советской деревне».